# 1. slovenská fotbalová liga 2006/2007
V soubojích 14. ročníku 1. slovenské fotbalové ligy 2006/07 (druhé patro slovenských fotbalových soutěží) se utkalo 12 týmů v ákladní části dvoukolovým systémem, ve kterém první čtyři mužstva postoupila do baráže o nejvyšší soutěž a zbývajících osm mužstev poté hrálo ve skupině o udržení.
Nováčky soutěže se staly tři vítězové regionálních skupin 3. ligy - ŠK Eldus Močenok, MFK Košice „B“ a ŠK Aqua Turčianske Teplice. Do baráže o nejvyšší soutěž postoupila mužstva MŠK Rimavská Sobota, FK Slovan Duslo Šaľa, FC ViOn Zlaté Moravce a ŠK Eldus Močenok. V ní uspěl jenom tým FC ViOn Zlaté Moravce, který si do další sezóny zajistil příslušnost v nejvyšší soutěži. Ze skupiny o udržení sestoupily do 3. ligy ŠK Aqua Turčianske Teplice a FK DAC 1904 Dunajská Streda.

## Tabulka po základní části
| Poř. | Tým                         | Z  | V  | R  | P  | VG | OG | B  |
| ---- | --------------------------- | -- | -- | -- | -- | -- | -- | -- |
| 1.   | MŠK Rimavská Sobota         | 22 | 13 | 5  | 4  | 45 | 20 | 44 |
| 2.   | FK Slovan Duslo Šaľa        | 22 | 12 | 7  | 3  | 36 | 20 | 43 |
| 3.   | FC ViOn Zlaté Moravce       | 22 | 12 | 4  | 6  | 28 | 19 | 40 |
| 4.   | ŠK Eldus Močenok            | 22 | 11 | 6  | 5  | 39 | 30 | 39 |
| 5.   | 1. FC Tatran Prešov         | 22 | 8  | 9  | 5  | 28 | 19 | 33 |
| 6.   | FK LAFC Lučenec             | 22 | 8  | 5  | 9  | 25 | 23 | 29 |
| 7.   | MFK Košice „B“              | 22 | 8  | 5  | 9  | 23 | 30 | 29 |
| 8.   | FO ŽP ŠPORT Podbrezová      | 22 | 5  | 8  | 9  | 21 | 29 | 23 |
| 9.   | MFK Zemplín Michalovce      | 22 | 4  | 10 | 8  | 25 | 31 | 22 |
| 10.  | FK DAC 1904 Dunajská Streda | 22 | 5  | 7  | 10 | 21 | 32 | 22 |
| 11.  | 1. HFC Humenné              | 22 | 5  | 7  | 10 | 23 | 38 | 22 |
| 12.  | ŠK Aqua Turčianske Teplice  | 22 | 4  | 1  | 17 | 27 | 50 | 13 |

- Z = Odehrané zápasy; V = Vítězství; R = Remízy; P = Prohry; VG = Vstřelené góly; OG = Obdržené góly; B = Body

|  | baráž o nejvyšší soutěž |
|  | skupina o udržení       |

## Baráž o postup
| Poř. | Tým                      | Z  | V | R | P | VG | OG | B  |
| ---- | ------------------------ | -- | - | - | - | -- | -- | -- |
| 1.   | FC Spartak Trnava        | 14 | 7 | 4 | 3 | 18 | 13 | 25 |
| 2.   | FK ZŤS Dubnica nad Váhom | 14 | 6 | 5 | 3 | 16 | 15 | 23 |
| 3.   | FC ViOn Zlaté Moravce    | 14 | 7 | 1 | 6 | 20 | 15 | 22 |
| 4.   | AS Trenčín               | 14 | 5 | 6 | 3 | 20 | 17 | 21 |
| 5.   | FK Inter Bratislava      | 14 | 5 | 4 | 5 | 14 | 15 | 19 |
| 6.   | ŠK Eldus Močenok         | 14 | 4 | 6 | 4 | 16 | 18 | 18 |
| 7.   | MŠK Rimavská Sobota      | 14 | 4 | 3 | 7 | 20 | 23 | 15 |
| 8.   | FK Slovan Duslo Šaľa     | 14 | 1 | 5 | 8 | 15 | 23 | 8  |

- Z = Odehrané zápasy; V = Vítězství; R = Remízy; P = Prohry; VG = Vstřelené góly; OG = Obdržené góly; B = Body

|  | udržení v nejvyšší soutěži |
|  | postup do nejvyšší soutěže |
|  | sestup do 1. ligy          |
|  | setrvání v 1. lize         |

## Skupina o udržení
| Poř. | Tým                         | Z  | V | R | P | VG | OG | B  |
| ---- | --------------------------- | -- | - | - | - | -- | -- | -- |
| 1.   | 1. FC Tatran Prešov         | 14 | 8 | 5 | 1 | 27 | 6  | 29 |
| 2.   | MFK Zemplín Michalovce      | 14 | 7 | 4 | 3 | 14 | 10 | 25 |
| 3.   | FO ŽP ŠPORT Podbrezová      | 14 | 6 | 4 | 4 | 15 | 10 | 22 |
| 4.   | 1. HFC Humenné              | 14 | 5 | 3 | 6 | 13 | 15 | 18 |
| 5.   | FK DAC 1904 Dunajská Streda | 14 | 4 | 5 | 5 | 11 | 14 | 17 |
| 6.   | MFK Košice „B“              | 14 | 3 | 7 | 4 | 9  | 9  | 16 |
| 7.   | FK LAFC Lučenec             | 14 | 4 | 1 | 9 | 12 | 25 | 13 |
| 8.   | ŠK Aqua Turčianske Teplice  | 14 | 2 | 5 | 7 | 9  | 21 | 11 |

- Z = Odehrané zápasy; V = Vítězství; R = Remízy; P = Prohry; VG = Vstřelené góly; OG = Obdržené góly; B = Body

|  | sestup do 2. ligy 2007/08 |